# Prionyx saevus
Prionyx saevus är en biart som först beskrevs av Frederick Smith 1856.
Prionyx saevus ingår i släktet Prionyx och familjen grävsteklar.

## Underarter
Arten delas in i följande underarter:
- Prionyx saevus harpax
- Prionyx saevus saevus